# Haec, inquit, ego non multis, sed tibi; satis enim magnum alter alteri theatrum sumus
Haec, inquit, ego non multis, sed tibi; satis enim magnum alter alteri theatrum sumus es una frase latina que significa «Esto lo digo no para muchos, sino para ti; pues somos un público bastante grande el uno para el otro». En ocasiones aparece la máxima citada de la siguiente forma: Haec ego non multis scribo, sed tibi: satis enim magnum alter alteri theatrum sumus.

## Atribución a Epicuro por Séneca
La frase la atribuye Lucio Anneo Séneca a Epicuro en sus Cartas morales o Epístolas a Lucilio (Libro I, epístola VII). La cita, en su contexto, es la siguiente:
En latín

«Egregie hoc tertium Epicurus, quum uni ex consortibus studiorum suorum scriberet: Haec, inquit, ego non multis, sed tibi; satis enim magnum alter alteri theatrum sumus»

En español

«Esto lo expresa bellamente Epicuro, cuando escribía a uno de sus compañeros de estudio: Esto lo digo no para muchos, sino para ti; pues somos un público bastante grande el uno para el otro»

## Interpretación
La frase de Epicuro sirve a Séneca para exhortar a Lucilio a no preocuparse por lo que piense el público, por lo que piensen los demás, especialmente cuando sean alabanzas.

## Comentarios a la traducción
El término en latín theatrum se traduce como público ya que en latín funciona como una metonimia. Aparecen otras traducciones en español realizadas desde la traducción inglesa del original en latín I write these words not to many, but to you, for we are a great enough theater, one for another en español Escribo estas palabras no para muchos, sino para ti, porque bastante teatro somos, el uno para el otro. En ocasiones se altera, indebidamente, el texto original en latín incorporando el término scribo: Haec ego non multis scribo, sed tibi: satis enim magnum alter alteri theatrum sumus.